# 福島市道47号南町浅川線
福島市道47号南町浅川線（ふくしましどう47ごうみなみまちあさかわせん）は、福島県福島市にある一級市道である。

## 概要

### 路線データ
- 起点：福島県福島市郷野目字金込町
- 終点：福島県福島市松川町浅川字古寺
- 路線延長：6.5632km
- 路線認定年月日：1988年（昭和63年）6月30日[1]

### 概要の詳細
福島市郷野目の郷野目宝来町交差点（国道115号福島西バイパス交点）を起点とし、伏拝交差点で国道4号福島南バイパスと交差した後に松川町浅川の一級市道49号金沢立子山線との交点に至る、市内杉妻地区、蓬莱地区を縦断する路線である。
路線名では郷野目の更に北側に位置する福島市南町が起点であるが、1988年に国道115号福島西バイパスが開通し、当時の国道115号（現在の福島市道南町佐倉下線）が福島県と福島市に移管され、南町から郷野目にかけての区間が福島県道148号水原福島線の一部に指定されたためである。郷野目から田沢にかけては福島南バイパス開通以前の国道4号であり、当路線の起点から北側へ延びる県道148号等と合わせ旧4号と呼称されることが多い。伏拝交差点から終点にかけての区間は市内有数の人口を誇るニュータウン、蓬莱団地のメインストリートとしての役割を持つほか、福島県立医科大学への取付道路の一つとしても機能しており、国道4号以南は概ね片側2車線で整備されている。

## 交差する路線
- 国道115号福島西バイパス・福島県道148号水原福島線（郷野目字金込町 郷野目宝来町交差点：起点）
- 福島県道362号南福島停車場線（黒岩字素利町 - 伏拝字台田）・福島市道黒岩南向台線（黒岩字素利町） - 都市計画道路小倉寺大森線JR東北本線太平寺ガード区間の開通により県道362号のルート変更が行われ重複区間となった。
- 国道4号福島南バイパス（伏拝字沼ノ上 伏拝交差点）
- 一級市道49号金沢立子山線（松川町浅川字古寺 終点）

## 道路施設
- 濁川橋（伏拝字台田 濁川）：1961年（昭和36年）に架設された全長17.1m、幅員7.6mのPC単純T桁橋。歩道橋部分は同年架設の全長21.4m、幅員1.5mの単純合成床版鈑桁橋。
- 医大大橋（松川町浅川字宝器松）：1984年（昭和59年）に架設された全長99.1m、幅員25.0mのPC単純T桁橋。

## 沿線
- 日東紡績　福島工場
- 福島日産自動車　郷野目店（旧日産サティオ福島 福島店）
- 福島日産自動車　太平寺店
- 福島伏拝郵便局
- 福島トヨタ自動車　福島店
  - フォルクスワーゲン福島南
- 福島トヨペット　ふくしま太平寺店
- ホンダカーズ福島 福島太平寺店
- ヤクルト本社福島工場
- 福島市役所杉妻支所・ふくしま未来農業協同組合 杉妻支店
- あさひ台団地
- 桜台団地
- 蓬莱団地
- 福島県立医科大学
- 福島南消防署